# François Alfonsi
François Alfonsi (Ajaccio, 14 de septiembre de 1953) es un político francés, desde 2019 hasta 2024 diputado al Parlamento Europeo.

## Biografía
Graduado en 1976 en el Instituto Politécnico de Grenoble. De regreso en Córcega después de finalizar sus estudios, empezó su carrera docente en matemáticas y física. Trabajó como agente de desarrollo del Parque Natural Regional de Córcega y como ingeniero en la Agencia Francesa de Medio Ambiente y Gestión de la Energía (Ademe).

### Carrera política
El compromiso nacionalista de François Alfonsi comenzó durante sus años estudiantes, en los círculos de la diáspora corsa de Grenoble. Estuvo particularmente implicado en las manifestaciones durante el asunto de « boues rouges ». En 1987, fue elegido consejero territorial a la Asamblea de Córcega (cargo que ocupó hasta 1998). 
Durante las elecciones europeas de 2009 en Francia, fue elegido en la circunscripción Sudeste sobre la lista de Europa Ecología aliada a la federación Regiones y pueblos solidarios (RPS) de la cual es el vocero.
Fue alcalde de Osani de 2002 a 2020. Interrumpió su mandato de alcalde para ejercer su segundo mandato de diputado europeo.
En 2019, en una situación muy similar a la de 2009, fue elegido en 9.ª posición sobre la lista común EELV - ALE - RPS llevada por Yannick Jadot. Es el solo eurodiputoado de etiqueta RPS.
Coridige el semanario Arritti.